# Църниче
Църниче (на македонска литературна норма: Црниче) е квартал на Скопие, столицата на Северна Македония, разположен в южните части на града.

## Местоположение
Махалата е разположена по склоновете на планината Водно.

## История
Южно над Църниче са останките от крепостта Маркови кули или Марково крувче. В грамотата на крал Стефан II Милутин от 1300 година за манастира „Свети Георги“ на Серава, името на този град е записано като , което днес е трансформирано в Църниче.
В 1923 година в махалата е построена църквата „Света Петка“.